# Helolaphyctis
Helolaphyctis är ett släkte av tvåvingar. Helolaphyctis ingår i familjen rovflugor.
Kladogram enligt Catalogue of Life:
| Helolaphyctis | \| \| Helolaphyctis chrysorheus \| \| \| \| \| \| Helolaphyctis modesta \| \| \| \| \| \| Helolaphyctis nitidus \| \| \| \| |
|               | \| \| Helolaphyctis chrysorheus \| \| \| \| \| \| Helolaphyctis modesta \| \| \| \| \| \| Helolaphyctis nitidus \| \| \| \| |
|               | Helolaphyctis chrysorheus                                                                                                   |
|               | |
|               | Helolaphyctis modesta |
|               | |
|               | Helolaphyctis nitidus |
|               | |